# FA Euro
El Euro Youth Football Association es un equipo de fútbol de los Estados Unidos que juega en la USL League Two, la cuarta liga de fútbol más importante del país.

## Historia
Fue fundado en el año 2013 en la ciudad de Brooklyn, New York tras fusionarse con el New York Magic, un equipo de fútbol femenil para fusionar ambas secciones en una sola organización para así dar más apoyo a la formación de jugadores.
Tuvieron su debut en la USL Premier Development League (hoy en día USL League Two) en ese mismo año, aunque siempre han estado en los lugares bajos de su división.

## Estadio
El club juega sus partidos de local en el Aviator Sports Center de Brooklyn, New York, el cual tiene capacidad para 5,000 espectadores.